# James B. Thayer

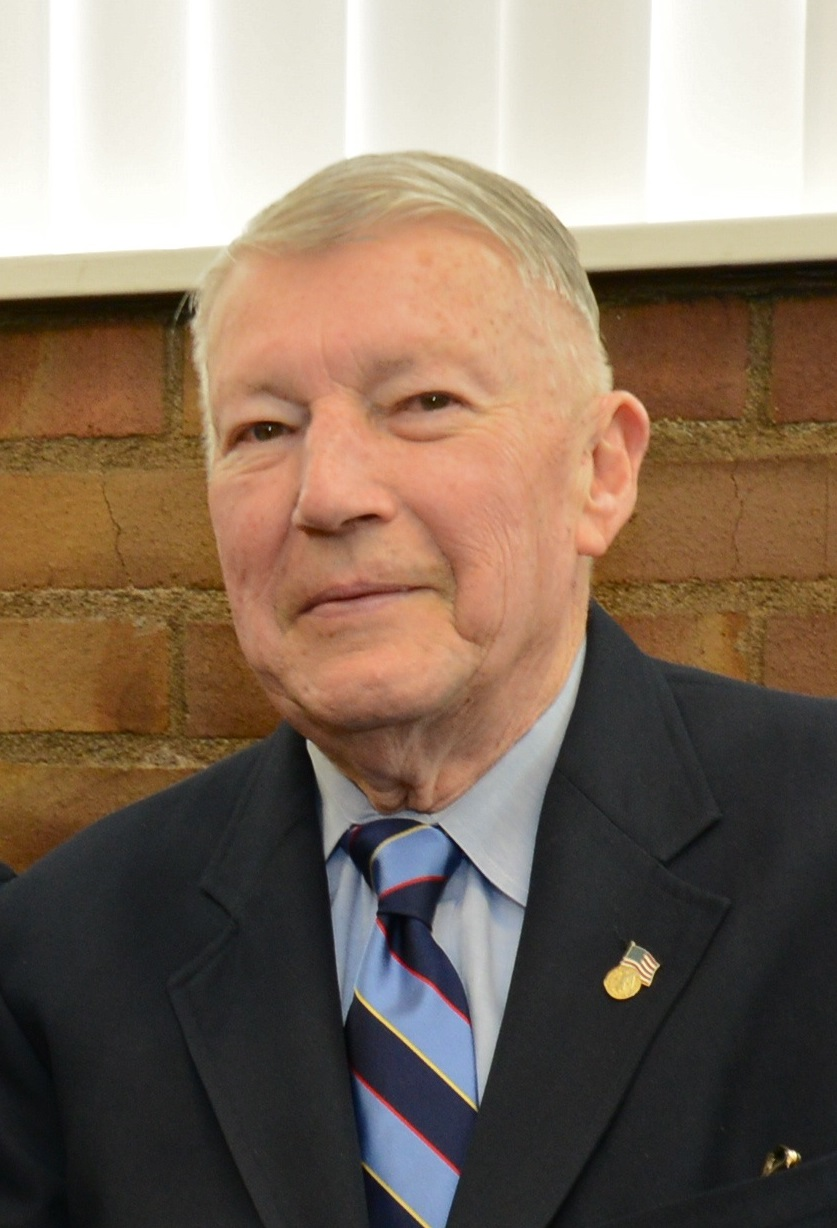
James B. Thayer (2012)

James Burdette Thayer (1922–2018) war ein US-amerikanischer Brigadegeneral und Unternehmer. Zu seinen Vorfahren gehört Sylvanus Thayer, eines seiner Kinder ist der Musiker Tommy Thayer.

## Leben
Thayer, zu dessen Vorfahren Sylvanus Thayer, der faktische Schöpfer der Militärakademie West Point gehört, kam 1922 zur Welt. Seine Eltern ließen sich scheiden, als er vier Jahre alt war, so dass er bei seinen Großeltern auf einer Farm in Carlton, Oregon, aufwuchs. Seine Schulzeit verbrachte er auf der Carlton High School; ein Stipendium ermöglichte ihm anschließend den Besuch der University of Oregon. Am Ende seines Sophomore-Jahres schrieb er sich für den Militärdienst ein.
Als Mitglied der 71st Infantry Division kam er während des Zweiten Weltkriegs Anfang 1945 nach Frankreich und später in den deutschsprachigen Raum. Er führte das Platoon an, das in Oberösterreich das KZ-Außenlager Gunskirchen entdeckte und befreite. Für seine militärischen Dienste erhielt er als Auszeichnungen u. a. das Combat Infantryman Badge, den Bronze Star und den Silver Star.
Im Anschluss an seine Rückkehr aus Europa beendete er sein Studium und heiratete Patricia Cunningham. Gemeinsam bekamen sie fünf Kinder, darunter den späteren Kiss-Musiker Tommy Thayer. Auch gründete er ein Unternehmen, das er später einem Teil seiner Kinder verkaufte. Zudem diente Thayer als Oberst in der United States Army Reserve, wurde später zum Brigadegeneral sowie Kommandeur der Oregon State Defense Force befördert. Er starb im September 2018 im Alter von 96 Jahren.

## Auszeichnungen (Auszug)
- Silver Star
- Bronze Star
- Combat Infantryman Badge